# Wybory generalne w Namibii w 2009 roku
Wybory generalne w Namibii w 2009 roku – wybory prezydenckie, parlamentarne i lokalne w Namibii przeprowadzone 27 i 28 listopada 2009. Zwycięzcą wyborów został prezydent Hifikepunye Pohamba, który zdobył ponad 75% głosów i zapewnił sobie reelekcję oraz jego partia SWAPO, która uzyskała 3/4 miejsc w parlamencie.

## Sytuacja polityczna i organizacja wyborów
Prezydent Namibii wybierany jest w wyborach bezpośrednich na okres 5-letniej kadencji, z możliwością jednej reelekcji. W wyborach parlamentarnych, również na okres 5 lat, wybieranych jest 72 deputowanych do Zgromadzenia Narodowego, niższej izby parlamentu. Wyższa izba, Rada Narodowa, pochodzi z wyborów pośrednich. Wybory z 2009 były czwartymi z kolei wyborami generalnymi w Namibii od czasu uzyskania niepodległości w 1990 (poprzednie odbyły się w 1994, 1999 oraz 2004). W wyborach prezydenckich w listopadzie w 2004, z wynikiem 76,4% głosów poparcia, zwyciężył Hifikepunye Pohamba, stojący na czele partii SWAPO, sprawującej rządy w kraju nieprzerwanie od 1990. SWAPO zwyciężyła również w wyborach parlamentarnych w 2004, zdobywając 76,1% głosów i 55 mandatów.
Okres rejestracji kandydatów i partii politycznych trwał od 1 do 19 października 2009. Aby wziąć w udział w wyborach parlamentarnych, partie polityczne musiały zarejestrować się w Namibijskiej Komisji Wyborczej (ECN), a następnie przedstawić swoją listę wyborczą, zawierającą nazwiska od 24 do 72 kandydatów. Wybory parlamentarne odbywają się w Namibii według zasad ordynacji proporcjonalnej. Do wyborów zarejestrowało się w sumie 14 partii politycznych. W wyborach prezydenckich mogli uczestniczyć przedstawiciele partii politycznych lub kandydaci niezależni z poparciem odpowiedniej liczby wyborców. Do udziału w wyborach prezydenckich zostało zarejestrowanych 12 kandydatów, wszyscy zostali wystawieni przez swoje ugrupowania polityczne.

## Kandydaci i kampania wyborcza

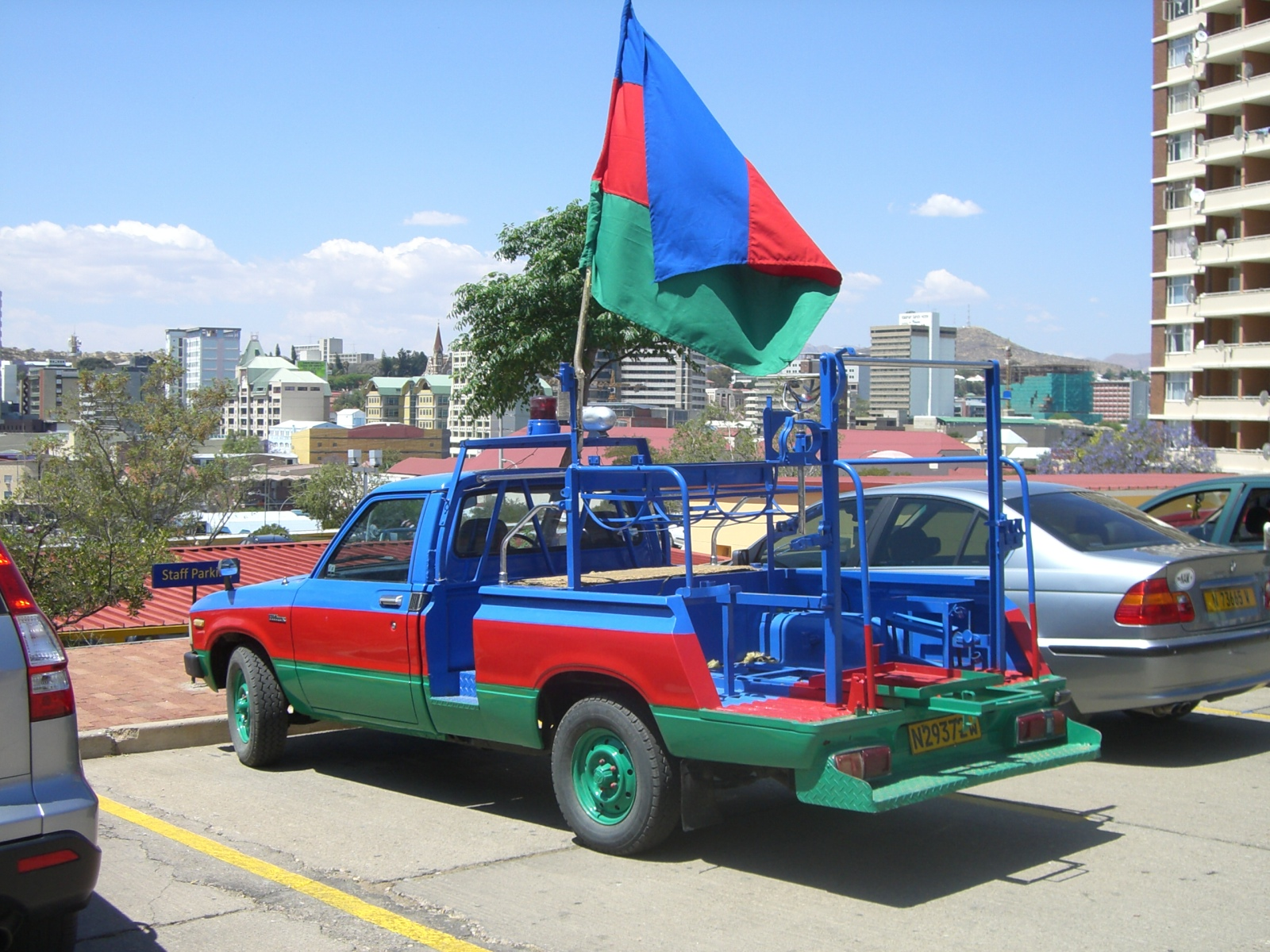
Samochód wyborczy w barwach rządzącej partii SWAPO.

Niekwestionowanym faworytem wyborów była rządząca SWAPO oraz jej kandydat w wyborach prezydenckich, urzędujący prezydent Hifikepunye Pohamba. Jej głównym rywalem było Zgromadzenie na rzecz Demokracji i Rozwoju (RDP, Rally for Democracy and Progress), partia polityczna powstała w 2007 w wyniku rozłamu w szeregach SWAPO. Na jej czele stanął wówczas Hidipo Hamutenya, który został również jej kandydatem prezydenckim. Zgodnie z komentarzami prasowymi, RDP miała szansę stać się główną siłą opozycyjną w nowym parlamencie, spychając na dalszy plan dotychczasowe partie opozycyjne, Kongres Demokratów (CoD, Congress of Democrats) oraz Sojusz Demokratyczny Turnhalle (Democratic Turnhalle Alliance). Kandydatem CoD w wyborach prezydenckich został jej lider, Ben Ulenga.
W czasie kampanii wyborczej prezydent Pohamba wezwał obywateli do powstrzymania się od przemocy i oddawania swoich głosów w sposób pokojowy. Obiecał kontynuowanie swojej polityki, która, jak mówił, ułatwiła tworzenie nowych miejsc pracy, transfer technologii i rozwój przedsiębiorstw.  RDP wezwało mieszkańców do niegłosowania na SWAPO. Zarzuciło partii rządzącej porażkę w zwalczaniu korupcji, zapewnieniu obywatelom dostępu do edukacji i służby zdrowia oraz nieradzenie sobie z wysokim (40%) bezrobociem. Hamutenya wezwał wyborców do opowiedzenia się za zmianą rządu i zakończenia dominacji SWAPO. Do udziału w wyborach uprawnionych było ok. 960 tys. spośród ok. 2 mln obywateli.
Na kilka dni przed wyborami pojawiło się kilka kontrowersji związanych z procesem wyborczym. Krajowe Towarzystwo na rzecz Praw Człowieka (National Society for Human Rights) zarzuciło komisji wyborczej manipulację listami wyborców. Według stowarzyszenia, na listach dublowano nazwiska wyborców oraz umieszczano nazwiska niepełnoletnich obywateli. Praktyki te miały dotyczyć ok. 180 tys. osób. Komisja wyborcza odrzuciła oskarżenia oraz zakazała obserwatorom tej organizacji monitorowania przebiegu wyborów, zarzucając im stronniczość. Towarzystwo zaskarżyło decyzję komisji do sądu, który rano w dniu wyborów zezwolił jego obserwatorom na udział w procesie wyborczym. Z kolei 25 listopada 2009, lider RDP, Hidipo Hamutenya, został pozwany na 100 mln USD przez SWAPO za rozpowszechnianie w czasie kampanii wyborczej informacji o rzekomych fałszerstwach w czasie wyborów generalnych z 2004.

## Wyniki wyborów
Według oficjalnych wyników, ogłoszonych 4 grudnia 2009, wybory prezydenckie zdecydowanie wygrał prezydent Hifikepunye Pohamba, który zdobył ponad 75% głosów poparcia, dystansując drugiego Hidipo Hamutenyę (niecałe 11% głosów). Rządząca partia SWAPO zdobyła 3/4 miejsc w parlamencie (54 z 72). Na główną siłę opozycyjną wyrosło Zgromadzenie na rzecz Demokracji i Postępu (RDP), które uzyskało 8 mandatów w Zgromadzeniu Narodowym.
4 grudnia 2009 osiem partii opozycyjnych, w tym RDP, odrzuciło wyniki wyborów z powodu naruszeń prawa w trakcie procesu wyborczego. Zarzuciły władzom nieprawidłowości w czasie głosowania oraz w czasie zliczania głosów. Skrytykowały również opóźnienia w procesie publikacji wyników wyborów. Trzy afrykańskie misje obserwatorów uznały wybory za uczciwe, wolne i demokratyczne, chociaż w swych raportach zarekomendowały poprawę procesu zliczania głosów, głosowania, sporządzania list wyborczych i równego dostępu do mediów.

### Wybory prezydenckie
| Kandydat – Partia polityczna | Kandydat – Partia polityczna        | Liczba głosów | %      |
| ---------------------------- | ----------------------------------- | ------------- | ------ |
|                              | Hifikepunye Pohamba (SWAPO)         | 611 241       | 75,25% |
|                              | Hidipo Hamutenya (RDP)              | 88 640        | 10,91% |
|                              | Katuutire Kaura (DTA)               | 24 186        | 2,98%  |
|                              | Kuaima Riruako (NUDO)               | 23 735        | 2,92%  |
|                              | Justus Garoëb (UDF)                 | 19 258        | 2,37%  |
|                              | Ignatius Shixwameni (APP)           | 9 981         | 1,23%  |
|                              | Henk Mudge (RP)                     | 9 425         | 1,16%  |
|                              | Ben Ulenga (CoD)                    | 5 812         | 0,72%  |
|                              | Usutuaije Maamberua (SWANU)         | 2 968         | 0,37%  |
|                              | Salomon David Isaacs (DPN)          | 1 859         | 0,23%  |
|                              | Frans Mikub /Goagoseb (Namibia DMC) | 1 760         | 0,22%  |
|                              | Attie Beukes (CPN)                  | 1 005         | 0,12%  |
| Głosy nieważne               | Głosy nieważne                      | 12 363        | 1,52%  |
| Razem                        | Razem                               | 811 143       | 100%   |
| Źródło:                      |                                     |               |        |

### Wybory parlamentarne
| Partia polityczna | Partia polityczna                                    | Liczba głosów | %      | +/– | Liczba mandatów | +/– |
| ----------------- | ---------------------------------------------------- | ------------- | ------ | --- | --------------- | --- |
|                   | SWAPO                                                | 602 580       | 74,29% |     | 54              | -1  |
|                   | Zgromadzenie na rzecz Demokracji i Postępu (RDP)     | 90 556        | 11,16% |     | 8               | +8  |
|                   | Sojusz Demokratyczny Turnhalle (DTA)                 | 25 393        | 3,13%  |     | 2               | -2  |
|                   | National Unity Democratic Organisation (NUDO)        | 24 422        | 3,01%  |     | 2               | -1  |
|                   | Zjednoczony Front Demokratyczny (UDF)                | 19 489        | 2,40%  |     | 2               | -1  |
|                   | All People's Party (APP)                             | 10 795        | 1,33%  |     | 1               | +1  |
|                   | Partia Republikańska (RP)                            | 6 541         | 0,81%  |     | 1               | -   |
|                   | Kongres Demokratów (CoD)                             | 5 375         | 0,66%  |     | 1               | -4  |
|                   | South West Africa National Union of Namibia (SWANU)  | 4 989         | 0,62%  |     | 1               | +1  |
|                   | Monitor Aksiegroep (MAG)                             | 4 718         | 0,58%  |     | 0               | -1  |
|                   | Democratic Party of Namibia (DPN)                    | 1 942         | 0,24%  |     | 0               | -   |
|                   | Namibia Democratic Movement for Change (Namibia DMC) | 1 770         | 0,22%  |     | 0               | -   |
|                   | National Democratic Party of Namibia (NDP)           | 1 187         | 0,15%  |     | 0               | -   |
|                   | Komunistyczna Partia Namibii (CPN)                   | 810           | 0,10%  |     | 0               | -   |
|                   | Głosy nieważne                                       | 10 576        | 1,30%  | -   | -               | -   |
|                   | Razem                                                | 811 143       | 100%   | -   | 72              | -   |
| Źródło:           |                                                      |               |        |     |                 |     |